# Frankfort (Washington)
Frankfort az Amerikai Egyesült Államok északnyugati részén, Washington állam Pacific megyéjében elhelyezkedő kísértetváros.
A Frank Bourn és Frank Scott által alapított településnek közúti összeköttetése nincs, gyalogosan pedig nehézkesen közelíthető meg.

## Fordítás
- Ez a szócikk részben vagy egészben  a   Frankfort, Washington című angol Wikipédia-szócikk ezen változatának fordításán alapul.  Az eredeti cikk szerkesztőit annak laptörténete sorolja fel. Ez a jelzés csupán a megfogalmazás eredetét és a szerzői jogokat jelzi, nem szolgál a cikkben szereplő információk forrásmegjelöléseként.